# Ivan Zafirov
Ivan Georgiev Zafirov (bolgár cirill betűkkel: Ивaн Гeopгиeв Зафиpoв; Szófia, 1947. december 30. –) bolgár labdarúgó.

## Pályafutása

### Klubcsapatban
A CSZKA Szofija meghatározó játékosa volt az 1970-es években. Kilencszeres bolgár bajnok és ötszörös bolgár kupagyőztes.

### A válogatottban
1968 és 1980 között 50 alkalommal szerepelt a bolgár válogatottban és 1 gólt szerzett. Tagja volt az 1968. évi nyári olimpiai játékokon ezüstérmet szerzett válogatottnak. Részt vett az 1974-es világbajnokságon.

## Sikerei, díjai
CSZKA Szofija
- Bolgár bajnok (9): 1965–66, 1968–69, 1970–71, 1971–72, 1972–73, 1974–75, 1975–76, 1979–80, 1980–81
- Bolgár kupa (5): 1964–65, 1968–69, 1971–72, 1972–73, 1973–74

Bulgária
- Olimpiai ezüstérmes (1): 1968